# Palaicastro
Palaicastro, Palaiokastro (em grego: Παλαίκαστρο; romaniz.: Palaíkastro), Palécastro ou Palekastro é uma aldeia  do extremo oriental da ilha de Creta, Grécia, que pertence à unidade municipal de Itanos, da qual é capital, ao município de Siteía e à unidade regional de Lasíti. Em 2001 tinha 1 380 habitantes.
Situada a 2 km da costa oriental da ilha, 17 km a leste de Siteía e 146 km a leste de Heraclião (distâncias por estrada), apesar do turismo ser um fonte importante de receitas, ainda está longe de ser um destino de turismo de massas. É um local histórico, que no período minoico já era um centro de comércio. O porto de Itanos, atualmente submerso a vários metros de profundidade, é mencionado em escritos da Antiguidade. O grande assentamento minoico de Russólacos (também conhecido como Palaicastro), perto da praia de Chiona, mostra claramente que deve ter sido um dos centros de comércio mais importantes da parte oriental de Creta. Uma das peças mais valiosas encontradas nas escavações em Russólacos foi um kouros (estátua masculina) que está exposto no Museu Arqueológico de Siteía.
O nome da aldeia, que significa "velho castelo" deve-se a uma antiga fortaleza construída pelos venezianos no cimo plano duma colina situada na extremidade oriental da aldeia e visível à distância, chamada Kastri(s). O castelo desapareceu completamente, tendo as suas pedras sido usadas pela população local para construção de casas.[carece de fontes?]
A base da economia continua a ser a agricultura e, em menor grau, devido à exaustão de recursos, a pesca. Duas das principais culturas são a oliveira, para produção de azeite, e a vinha.[carece de fontes?]